# ベインズ バット (航空機)
ベインズ バット
- 用途：無尾翼実験機
- 分類：グライダー
- 設計者：L・E・ベインズ
- 製造者：スリングスビー
- 運用者：ロイヤル・エアクラフト・エスタブリッシュメント
- 初飛行：1943年7月
- 生産数：1機
- 運用状況：退役

ベインズ バットとは、第二次世界大戦中にイギリスで作られた試験用のグライダーである。設計者はL・E・ベインズ。無尾翼機のデザインを試験するため使われたもので、設計者は仮のグライダーを戦車に転換し、上空から戦場に進入する手法を提案していた。本機はスリングスビー・ベインズ バットとも呼ばれている。

## 設計と開発
1930年代後半、イギリス陸軍では重量のある軍事機材を空輸する方法を探していた。戦車を持ち上げるほど十分大きな輸送機は存在せず、またそうした大きな航空機が作られたとしても、多数の特別な施設が必要になるだろうと予想された。第二次世界大戦中に探求された解決法は戦車をグライダーとして牽引するというもので、このためには主翼を追加しなければならなかった。最も多い設計例では矩形翼をベースに用い、尾翼と安定翼を取り付けた。1941年、L・E・ベインズが設計した翼幅100フィートの「輸送翼グライダー」は大部分が後退翼であり、その翼端に垂直の安定翼を取り付けて構成されていた。

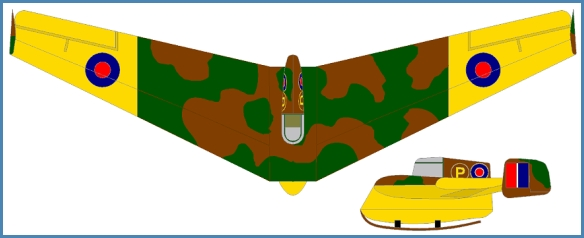
KN スリングスビー・ベインズ バットの設計図。1941年

1943年、材料をすべて木製とした1/3スケールの試作機が、カークスビームアサイドにあるスリングスビー・セイルプレーン社により製作された。またベインズ バットは1943年7月にヨークシャ―州のRAF シャーバーン・イン・エルメットに置かれた空挺部隊試験機関にて初飛行を行った。試験飛行の多くはロバート・クロンフェルド大尉が操縦を担当していた。
試験は成功したが、計画は放棄された。理由は利用できる適切な戦車がないこと、また重機材を胴体部分に収めて輸送できるグライダーを開発するよう決定が下されたことである。戦略家たちは実際に相当数のベインズ バットを戦場から回収できるものか確信が持てなかったが、これは戦時下においては致命的な要因ではなかった。
1機のバットが製造された。これは研究に利用できるフラップ付きの無尾翼単葉機として最初のものだった。本機は無尾翼機の制御や安定性の実験のため、ロイヤル・エアークラフト・エスタブリッシュメントによって広範に試験を受けた。バットは余剰品として1946年8月に売却され、1947年11月に英国滑空機協会の登録を受けた。バットが最後に見かけられたのは1958年のことで、クロイドン飛行場のハンガーの後ろに駐機されていた。

## 運用者
イギリス
- AFEE（空挺部隊試験機関）
- ロイヤル・エアクラフト・エスタブリッシュメント

## 諸元
データは脚注による。
- 乗員：1名
- 全長：3.46m
- 翼幅：10.16m
- 全高：1.340m
- 主翼面積：14.86平方m
- アスペクト比：7
- 空虚重量：346.1kg
- 全備重量：436.8kg

- 性能
- 最大速度：193km/h
- 巡航速度：129km/h
- 失速速度：64km/h
- 翼面荷重：29.3kg/平方m